# Centrophorus lusitanicus
El quelvacho de aleta amarilla, Centrophorus lusitanicus, es una especie de tiburón perro de aguas profundas y es de gran tamaño.

## Características físicas
El quelvacho lustánico no tiene aleta anal, dos aletas dorsales con espinas en la primera aleta dorsal es mucho más larga que la parte trasera, un hocico largo, ancho y angular aletas pectorales pequeñas. el tamaño máximo es de 1,6 m.

## Distribución
El quelvacho lustánico se encuentra en el Este de Atlántico de Portugal y África occidental, el Océano Índico alrededor del Mozambique y Madagascar, y en el  Pacífico Occidental de Taiwán.

## Hábitos y hábitat
El quelvacho lustánico vive a profundidades entre 300 y 1400 m. Su reproducción es  ovovivíparos y dan a luz a un máximo de 6 crías por camada. Se alimentan de otros tiburones, peces óseos, cangrejos, y langostas.